# Grand Prix-wegrace van Frankrijk 1951
De Grand Prix-wegrace van Frankrijk 1951 was zesde race van wereldkampioenschap wegrace voor motorfietsen in het seizoen 1951. De races werden verreden op 15 juli 1951 op het Circuit d’Albi, een stratencircuit bij Albi in het departement Tarn. In deze Grand Prix kwamen de 500cc-, 350cc-, 250cc- en de zijspanklasse aan de start.

## Algemeen
Deze eerste Franse Grand Prix die meetelde voor het wereldkampioenschap werd overschaduwd door de dood van Dario Ambrosini, die tijdens de 250cc-trainingen verongelukte. Daarop trok het team van Benelli zich voor de rest van het seizoen terug.

## 500cc-klasse
De overwinning van Alfredo Milani bracht de spanning in de 500cc-klasse weer enigszins terug. Bill Doran scoorde met zijn AJS Porcupine voor de tweede keer dit seizoen een podiumpositie en klom daardoor naar de derde plaats in het kampioenschap.
| Pos | Coureur           | Merk       | Tijd      | Punten |
| --- | ----------------- | ---------- | --------- | ------ |
| 1   | Alfredo Milani    | Gilera     | 1:16"52'6 | 8      |
| 2   | Bill Doran        | AJS        | +8"0      | 6      |
| 3   | Nello Pagani      | Gilera     | +10'9     | 4      |
| 4   | Umberto Masetti   | Gilera     | +45'6     | 3      |
| 5   | Geoff Duke        | Norton     | +45'7     | 2      |
| 6   | Jack Brett        | Norton     | +47'6     | 1      |
| 7   | Fergus Anderson   | Moto Guzzi |           |        |
| 8   | Bill Petch        | AJS        |           |        |
| 9   | Enrico Lorenzetti | Moto Guzzi |           |        |
| 10  | Johnny Lockett    | Norton     |           |        |
| 11  | Rod Coleman       | AJS        |           |        |
| 12  | Ray Amm           | Norton     |           |        |
| 13  | Sante Geminiani   | Moto Guzzi |           |        |
| 14  | Arthur Wheeler    | Norton     |           |        |
| 15  | Jean Behra        | Moto Guzzi |           |        |
| 16  | Tommy Wood        | Norton     |           |        |
| 17  | Ernie Barrett     | Norton     |           |        |
| 18  | Georges Houel     | Gilera     |           |        |

| Coureur          | Merk      |
| ---------------- | --------- |
| Georges Monneret | Norton    |
| Eric Oliver      | Norton    |
| Les Graham       | MV Agusta |
| Reg Armstrong    | AJS       |
| Len Perry        | Norton    |

| Coureur            | Merk       |
| ------------------ | ---------- |
| Ken Kavanagh       | Norton     |
| Benoît Musy        | Moto Guzzi |
| Willy Lips         | Norton     |
| Ernesto Vidal      | Norton     |
| Roger Montané      | Norton     |
| Ashley Len Parry   | Norton     |
| Cromie McCandless  | Norton     |
| Tommy McEwan       | Norton     |
| Manliff Barrington | Norton     |
| Arciso Artesiani   | MV Agusta  |
| Bruno Ruffo        | Moto Guzzi |
| Carlo Bandirola    | MV Agusta  |

### Top tien tussenstand 500cc-klasse
| Pos | Coureur           | Merk       | Ptn |
| --- | ----------------- | ---------- | --- |
| 1   | Geoff Duke        | Norton     | 26  |
| 2   | Alfredo Milani    | Gilera     | 20  |
| 3   | Bill Doran        | AJS        | 12  |
| 4   | Umberto Masetti   | Gilera     | 11  |
| 5   | Reg Armstrong     | AJS        | 9   |
| 6   | Fergus Anderson   | Moto Guzzi | 8   |
| 6   | Enrico Lorenzetti | Moto Guzzi | 8   |
| 8   | Tommy Wood        | Norton     | 6   |
| 8   | Nello Pagani      | Gilera     | 6   |
| 10  | Carlo Bandirola   | MV Agusta  | 5   |

## 350cc-klasse
Geoff Duke won wel de 350cc-race in Frankrijk en hij breidde zijn voorsprong in het wereldkampioenschap flink uit omdat Les Graham geen punten scoorde. Graham werd in de stand zelfs gepasseerd door privérijder Johnny Lockett, die in de race vierde werd achter Jack Brett en Bill Doran.
| Pos | Coureur        | Merk   | Tijd      | Punten |
| --- | -------------- | ------ | --------- | ------ |
| 1   | Geoff Duke     | Norton | 1:04"05'1 | 8      |
| 2   | Jack Brett     | Norton | +1"03'0   | 6      |
| 3   | Bill Doran     | AJS    | +1"17'7   | 4      |
| 4   | Johnny Lockett | Norton |           | 3      |
| 5   | Reg Armstrong  | AJS    |           | 2      |
| 6   | Rod Coleman    | AJS    |           | 1      |

| Coureur    | Merk      | Oorzaak |
| ---------- | --------- | ------- |
| Bob Foster | Velocette | Gestopt |

| Coureur             | Merk       |
| ------------------- | ---------- |
| John Grace          | Norton     |
| Leonhard Faßl       | AJS        |
| Ken Kavanagh        | Norton     |
| Jack Raffeld        | Velocette  |
| Paul Fuhrer         | Velocette  |
| Fernando Aranda     | Moto Guzzi |
| Bill Lomas          | Velocette  |
| Bill Petch          | AJS        |
| Bob Foster          | Velocette  |
| Bob Matthews        | Velocette  |
| Cecil Sandford      | Velocette  |
| Les Graham          | Velocette  |
| Mick Featherstone   | AJS        |
| Sid Mason           | Velocette  |
| Simon Sandys-Winsch | Velocette  |
| Tommy Wood          | Velocette  |

### Top tien tussenstand 350cc-klasse
| Pos | Coureur        | Merk      | Ptn |
| --- | -------------- | --------- | --- |
| 1   | Geoff Duke     | Norton    | 24  |
| 2   | Johnny Lockett | Norton    | 15  |
| 3   | Les Graham     | Velocette | 14  |
| 3   | Bill Doran     | AJS       | 14  |
| 5   | Bill Petch     | AJS       | 10  |
| 5   | Jack Brett     | Norton    | 10  |
| 7   | Cecil Sandford | Velocette | 9   |
| 8   | Tommy Wood     | Velocette | 8   |
| 9   | Bill Lomas     | Velocette | 6   |
| 9   | Reg Armstrong  | AJS       | 6   |

## 250cc-klasse
Zonder de verongelukte Dario Ambrosini won Bruno Ruffo de Franse 250cc-race met slechts 0,9 seconde voorsprong op zijn stalgenoot Gianni Leoni. Ruffo, die niet naar de TT van Man was gereisd, kwam nu samen met Ambrosini aan de leiding van het wereldkampioenschap te staan. Tommy Wood reed ook een Moto Guzzi, maar werd met bijna twee minuten achterstand derde. Hij zakte van de tweede naar de derde plaats in het WK.
| Pos | Coureur         | Merk       | Tijd    | Punten |
| --- | --------------- | ---------- | ------- | ------ |
| 1   | Bruno Ruffo     | Moto Guzzi | 58"28'5 | 8      |
| 2   | Gianni Leoni    | Moto Guzzi | +00'9   | 6      |
| 3   | Tommy Wood      | Moto Guzzi | +1"51'8 | 4      |
| 4   | Fergus Anderson | Moto Guzzi | +1"52'2 | 3      |
| 5   | Bill Lomas      | Velocette  |         | 2      |
| 6   | Werner Gerber   | Moto Guzzi |         | 1      |

| Coureur         | Merk    | Oorzaak |
| --------------- | ------- | ------- |
| Dario Ambrosini | Benelli | †       |

| Coureur           | Merk       |
| ----------------- | ---------- |
| Benoît Musy       | Moto Guzzi |
| Arthur Wheeler    | Velocette  |
| Cecil Sandford    | Velocette  |
| Douglas Beasley   | Velocette  |
| Fron Purslow      | Norton     |
| Maurice Cann      | Moto Guzzi |
| Norman Blemings   | Excelsior  |
| Wilf Hutt         | Moto Guzzi |
| Alano Montanari   | Moto Guzzi |
| Bruno Francisci   | Moto Guzzi |
| Enrico Lorenzetti | Moto Guzzi |
| Guido Paciocca    | Moto Guzzi |
| Nino Grieco       | Parilla    |

### Top tien tussenstand 250cc-klasse
| Pos | Coureur             | Merk       | Ptn |
| --- | ------------------- | ---------- | --- |
| 1   | Dario Ambrosini (†) | Benelli    | 14  |
| 1   | Bruno Ruffo         | Moto Guzzi | 14  |
| 3   | Tommy Wood          | Moto Guzzi | 12  |
| 4   | Gianni Leoni        | Moto Guzzi | 10  |
| 5   | Enrico Lorenzetti   | Moto Guzzi | 4   |
| 6   | Wilf Hutt           | Moto Guzzi | 3   |
| 6   | Benoît Musy         | Moto Guzzi | 3   |
| 6   | Fergus Anderson     | Moto Guzzi | 3   |
| 9   | Cecil Sandford      | Velocette  | 2   |
| 9   | Arthur Wheeler      | Velocette  | 2   |
| 9   | Bill Lomas          | Velocette  | 2   |

## Zijspanklasse
In de zijspanrace reden Eric Oliver en Ercole Frigerio allebei de snelste ronde (3 minuten en 59,1 seconde), maar Oliver won met bakkenist Lorenzo Dobelli met bijna twaalf seconden verschil. Daardoor stonden Oliver en Frigerio samen aan de leiding van het wereldkampioenschap. Met nog slechts één race te gaan waren ze de enige titelkandidaten. Oliver was overigens ook weer een gestart in de 500cc-soloklasse, maar hij had de finish niet gehaald.
| Pos | Coureur             | Bakkenist        | Merk    | Tijd     | Punten |
| --- | ------------------- | ---------------- | ------- | -------- | ------ |
| 1   | Eric Oliver         | Lorenzo Dobelli  | Norton  | 48"23'3  | 8      |
| 2   | Ercole Frigerio     | Ezio Ricotti     | Gilera  | +11'7    | 6      |
| 3   | Jean Murit          | André Emo        | Norton  | +1 ronde | 4      |
| 4   | Jacques Drion       | Bob Onslow       | Norton  |          | 3      |
| 5   | René Bétemps        | Georges Burggraf | Triumph |          | 2      |
| 6   | Alphonse Vervroegen | Pierre Cuvelier  | FN      |          | 1      |

| Coureur             | Bakkenist         | Merk          |
| ------------------- | ----------------- | ------------- |
| Siegfried Vogel     | Leo Vinatzer      | BMW           |
| Frans Vanderschrick | Jean-Marie Stas   | Norton        |
| Marcel Masuy        | Denis Jenkinson   | Norton        |
| Hans Haldemann      | Josef Albisser    | Norton        |
| Cyril Smith         | Bob Onslow        | Norton        |
| Pip Harris          | Neil Smith        | Norton        |
| Albino Milani       | Giuseppe Pizzocri | Gilera        |
| Ernesto Merlo       | Dino Magri        | Gilera        |
| Giovanni Carrù      | Carlo Musso       | Carrù-Triumph |

### Top tien tussenstand zijspanklasse
| Pos | Coureur         | Bakkenist         | Merk          | Ptn |
| --- | --------------- | ----------------- | ------------- | --- |
| 1   | Ercole Frigerio | Ezio Ricotti      | Gilera        | 26  |
| 1   | Eric Oliver     | Lorenzo Dobelli   | Norton        | 26  |
| 3   | Albino Milani   | Giuseppe Pizzocri | Gilera        | 11  |
| 4   | Giovanni Carrù  | Carlo Musso       | Carrù-Triumph | 4   |
| 4   | Marcel Masuy    | Denis Jenkinson   | Norton        | 4   |
| 4   | Ernesto Merlo   | Dino Magri        | Gilera        | 4   |
| 4   | Pip Harris      | Neil Smith        | Norton        | 4   |
| 4   | Jean Murit      | André Emo         | Norton        | 4   |
| 9   | Cyril Smith     | Bob Onslow        | Norton        | 3   |
| 9   | Jacques Drion   | Bob Onslow        | Norton        | 3   |

1920 · 1921 · 1922 · 1923 · 1924 · 1925 · 1926 · 1927 · 1928 · 1929 · 1930 · 1931 · 1932 · 1933 · 1935 · 1936 · 1937 · 1938 · 1939 · 1949 · 1951 ·  1953 · 1954 · 1955 · 1958 · 1959 · 1960 · 1961 · 1962 · 1963 · 1964 · 1965 · 1966 · 1967 · 1969 · 1970 · 1972 · 1973 · 1974 · 1975 · 1976 · 1977 · 1978 · 1979 · 1980 · 1981 · 1982 · 1983 · 1984 · 1985 · 1986 · 1987 · 1988 · 1989 · 1990 · 1991 · 1992 · 1994 · 1995 · 1996 · 1997 · 1998 · 1999 · 2000 · 2001 · 2002 · 2003 · 2004 · 2005 · 2006 · 2007 · 2008 · 2009 · 2010 · 2011 · 2012 · 2013 · 2014 · 2015 · 2016 · 2017 · 2018 · 2019 · 2020 · 2021 · 2022 · 2023 · 2024 · 2025